# Кізелівський вугільний басейн
Кізелівський вугільний басейн (Кізелбас, рос. Кизелбасс) — кам'яновугільний басейн у Пермському краї Росії.

## Характеристика
Вугілля марок Г і Ж вміст золи 18-43%, вміст сірки до 6,8%. Використовується в основному для енергетичних цілей, використання в коксохімії стримується високим вмістом сірки, високою зольністю і поганою збагачуваністю.
Площа 200 км², запаси 464 млн. т; 18 шахт потужністю 120—500 тис. т за рік; чотири пласти, з них два робочої потужності 0,6—3,5 м.
Вугілля марок Г и Ж, вміст золи 18-43 %, вміст сірки до 6,8 %. 

## Технологія розробки
Річний вуглевидобуток 3,7 млн т.
Використовуються в основному для енергетичних цілей, застосування в коксохімії стримується високим вмістом сірки, високою зольністю і поганою збагачуваністю.